# I'll Be Around
Singles de The Spinners
We'll Have It Made
(1971) Could It Be I'm Falling in Love (en)
(1972)
I'll Be Around est une chanson soul écrite par Thom Bell et Phil Hurtt pour le groupe vocal américain The Spinners, sortie en single en 1972 et intégrée dans l'album studio Spinners (en). Le single atteint la première place du classement Best Selling Soul Singles aux États-Unis.

## Histoire
La chanson est co-écrite par Thom Bell et Phil Hurtt et produite par Bell. Les paroles de la chanson décrivent un narrateur (le chanteur principal Bobby Smith), qui promet son dévouement et son amour à une femme qui vient de le quitter pour un autre tout en espérant qu'elle reviendra vers lui. Au cas où elle changerait d'avis, il sera là (I'll Be Around).
Les Spinners n'ont rencontré qu'un seul succès après 10 ans passé sur le label Motown, en 1970, grâce It's a Shame écrit par Stevie Wonder. Fraichement débarqués chez Atlantic, avec le nouveau chanteur Philippé Wynne, ils sont confiés aux soins du producteur Thom Bell. I'll Be Around est enregistré au Sigma Sound Studios de Philadelphie, avec en appui le groupe maison MFSB. La production de la chanson lui donne une sensation de douceur mi-tempo, avec son riff de guitare signature  joué par Norman Harris au premier plan et la ponctuation des choristes derrière, les cuivres et les cordes de MFSB, l'orgue étrange et pleurnichard de Bell, la basse de Ron Baker, la batterie d'Earl Young et le jeu de congas de Larry Washington. Bobby Smith gère les voix principales de la chanson.
La chanson est d'abord éditée le 22 juillet 1972 en face B du single How Can't I Let You Get Away, mais les DJs des radio américaines lui préfèrent I'll Be Around. Elle paraît ensuite sur l'album Spinners.
Aux États-Unis, le single atteint la première place du classement Soul du magazine Billboard, et la 3e position dans le classement pop. C'est la première chanson des Spinners à atteindre un tel classement. La face A, How Can't I Let You Get Away, ne se classe qu'en 14e place du palmarès Soul et en 77e position des charts pop. En 1984, le single Right or Wrong / I'll Be Around par les Detroit Spinners (le nom du groupe  au Royaume-Uni) se classe no 84 dans le UK Singles Chart.

## Reprises
La chanson est reprise par différents artistes,, parmi lesquels on peut citer notamment Joan Osborne en 2002 pour son album How Sweet It Is,  le duo Hall and Oates sur l'album Our Kind of Soul et en single en 2004, ou Seal en 2011 pour l'album Soul 2.
Claude François adapte I'll be Around en français sous le titre Soudain, il ne reste qu'une chanson, avec des paroles de Jean-Michel Rivat, parue sur l'album Toi et moi contre le monde entier en 1975. Cette version est à son tour reprise par M. Pokora sur son album My Way en 2016.
La chanson des Spinners est samplée notamment par le rappeur américain Rappin' 4-Tay dans le morceau I'll Be Around, paru sur l'album Don't Fight the Feelin' en 1994, par Papoose en 2006 dans You Made Your Choice, sur Menace II Society Part 2, et par Nine en 2017 dans Any Emcee, sur Nine Livez.

## Classements internationaux
| Classement (1972)                              | Meilleure position |
| ---------------------------------------------- | ------------------ |
| Canada RPM Top Singles                         | 6                  |
| États-Unis Billboard Hot 100                   | 3                  |
| États-Unis Billboard Best Selling Soul Singles | 1                  |
| États-Unis Billboard Adult Contemporary        | 31                 |
| États-Unis Cashbox Top 100                     | 1                  |

| Classement (1972) | Rang |
| ----------------- | ---- |
| Canada            | 61   |

### Single de Hall and Oates
| Chart (2004-05)                         | Peak position |
| --------------------------------------- | ------------- |
| États-Unis Billboard Hot 100            | 97            |
| États-Unis Billboard Adult Contemporary | 6             |